# 박성훈 (1971년)
박성훈(朴成訓, 1971년 1월 18일~)은 대한민국의 공무원 출신 법조인, 정치인이다. 제22대 국회의원이다.

## 학력
- 전포국민학교 졸업
- 항도중학교 졸업
- 부산동성고등학교 졸업
- 서울대학교 사회과학대학 정치학 학사 졸업
- 하버드 대학교 케네디 스쿨 행정학 석사 졸업

## 경력
- 1993 제37회 행정고시 합격
- 2001 제43회 사법시험 합격
- 제33기 사법연수원 수료
- 기획예산처 예산실 사무관
- 기획예산처 재정운용실 서기관
- 세계은행 시니어 이코노미스트
- 대통령직속 국가경쟁력강화위원회 파견
- 대통령실 기획비서관실 행정관
- 기획재정부 기획조정실 규제개혁법무담당관
- 기획재정부 세제실 다자관세협력과장
- 대통령비서실 경제금융비서관실 선임행정관
- 기획재정부 본부 국장
- 국회 예산결산특별위원회 국장
- 2019 더불어민주당 예산결산특별위원회 수석전문위원
- 2019. 12.~2020. 4. 제44대 부산광역시 경제부시장
- 2020. 4.~2021. 1. 제44대 부산광역시 경제부시장
- 2020. 1. 13. 국민의힘 입당
- 2021. 3.~2021. 4. 2021년 재보궐선거 국민의힘 중앙선거대책위원회 부산동행 공동부위원장
- 2021. 4.~2021. 5. 부산미래혁신위원회 위원
- 2021. 4. 박형준 부산광역시장 경제특별보좌관
- 2021. 12.~2022. 1. 제20대 대통령 선거 국민의힘 윤석열 대통령 후보 선거대책위원회 대통령 후보 직속 후보비서실 정책위원
- 2022. 1.~2022. 3. 제20대 대통령 선거 국민의힘 윤석열 대통령 후보 선거대책본부 대통령 후보 직속 비서실 정무실 정책위원
- 2022. 3.~2022. 5. 제20대 대통령직인수위원회 경제1분과 경제 자문위원
- 2022. 5.~2022. 8. 대통령비서실 정책조정기획관실 기획비서관
- 2022. 8.~2022. 9. 대통령비서실 정책기획수석실 기획비서관
- 2022. 9.~2023. 7. 대통령비서실 국정기획수석실 국정기획비서관
- 2023. 7.~2023. 12. 해양수산부 차관
- 2024. 3.~2024. 4. 제22대 국회의원 선거 국민의힘 부산광역시당 선거대책위원회 공동정책개발단장 겸 서민경제대책본부장
- 2024. 4. 10. 대한민국 제21대 국회의원 선거 당선(부산 북구 을, 국민의힘, 초선)
- 2024. 5.~ 국민의힘 부산광역시당 북구 을 당원협의회 위원장
- 2024. 5.~2025. 6. 국민의힘 원내부대표
- 2024. 6.~2024. 7. 국민의힘 정책위원회 산하 시급한 민생 현안 해결을 위한 재정·세제개편특별위원회 위원
- 2024. 9.~2024. 10.: 2024년 하반기 재보궐선거 국민의힘 부산광역시당 부산광역시 금정구청장 보궐선거 선거대책위원회 대학로활성화대책본부장
- 2024. 9.~: 국민의힘 호남동행 국회의원 발대식 명예의원(전북특별자치도 진안군)
- 2025. 4.~: 국민의힘 부산시당 수석대변인
- 2025. 5.~2025. 6.: 제21대 대통령 선거 국민의힘 김문수 대통령 후보 부산 선거대책위원회 수석대변인 겸 미디어총괄본부장
- 2025. 5.~2025. 6.: 제21대 대통령 선거 국민의힘 김문수 대통령 후보 대변인단 대변인
- 2025. 6.~: 국민의힘 원내대변인
- 2025. 7.~2025. 8.: 국민의힘 비상대책위원회 수석대변인

### 의정활동
- 2024. 5.~ 제22대 국회의원(부산 북구 을, 국민의힘, 초선)
  - 2024. 6.~2024. 6. 제22대 국회 전반기 국회운영위원회 위원
  - 2024. 6.~2024. 6. 제22대 국회 전반기 농림축산식품해양수산위원회 위원
  - 2024. 6.~2025. 7. 제22대 국회 전반기 기획재정위원회 위원
    - 제22대 국회 전반기 기획재정위원회 경제재정소위원회 위원
    - 제22대 국회 전반기 기획재정위원회 조세소위원회 위원

  - 2024. 7.~ 22대 국회 전반기 정각회 기획위원장
  - 북한 그리고 통일 구성의원
  - 2024.12~2024. 12. 제22대 국회 헌법재판소 재판관(마은혁·정계선·조한창) 선출에 관한 인사청문특별위원회 위원
  - 2025. 7.~2025. 7. 제22대 국회 전반기 환경노동위원회 위원
  - 2025. 7.~ 제22대 국회 전반기 국회운영위원회 위원
    - 제22대 국회 전반기 국회운영위원회 청원심사소위원회 위원

  - 2025. 7.~ 제22대 국회 전반기 기획재정위원회 위원

## 역대 선거 결과
| 실시년도 | 선거   | 대수 | 직책     | 선거구       | 정당     | 득표수   | 득표율          | 순위 | 당락 | 비고 |
| -------- | ------ | ---- | -------- | ------------ | -------- | -------- | --------------- | ---- | ---- | ---- |
| 2024년   | 총선   | 22대 | 국회의원 | 부산 북구 을 | 국민의힘 | 44,886표 | \| \| 52.56% \| | 1위  |      | 초선 |
|          | 52.56% |      |          |              |          |          |                 |      |      |      |

## 소속 정당
| 소속 정당 | 소속 정당 | 소속 기간 | 비고      |
| --------- | --------- | --------- | --------- |
|           | 국민의힘  | 2021~2022 | 정계 입문 |
|           | 무소속    | 2022~2023 | 탈당      |
|           | 국민의힘  | 2023~현재 | 복당      |

## 같이 보기
- 부산 북구의 국회의원
- 북구 을 (2024년 부산 선거구)
- 부산광역시 부시장
- 대한민국의 해양수산부 차관